# Vitali Kutúzov
Vitali Vladímirovich Kutúzov (en ruso: Вита́лий Влади́мирович Куту́зов; en bielorruso: Віталь Кутузаў, Vital Kutuzai; *Pinsk, Polesia, Bielorrusia, 20 de marzo de 1980) es un ex futbolista bielorruso que se desempeñaba como delantero.
También fue jugador de hockey sobre hielo jugando en la posición de portero.

## Selección nacional
Ha sido internacional con la Selección de fútbol de Bielorrusia, ha jugado 52 partidos internacionales y ha anotado 13 goles.

## Clubes
| Club                        | País        | Año       |
| --------------------------- | ----------- | --------- |
| FC BATE                     | Bielorrusia | 1998-2001 |
| AC Milan                    | Italia      | 2001-2004 |
| Sporting de Lisboa (cedido) | Portugal    | 2002-2003 |
| US Avellino (cedido)        | Italia      | 2003-2004 |
| Sampdoria                   | Italia      | 2004-2006 |
| Parma FC                    | Italia      | 2006-2007 |
| Pisa Calcio (cedido)        | Italia      | 2007-2008 |
| Parma FC                    | Italia      | 2008-2009 |
| AS Bari                     | Italia      | 2009-2012 |